# Mardim
Mardim (em turco: Mardin; em curdo: Mêrdîn; em siríaco: ܡܶܪܕܺܝܢ; romaniz.: Merdin em árabe: ماردين; Mardīn ou Merdin; em aramaico: ܡܪܕܝܢ) é uma cidade, capital da província e área metropolitana homónima da região do Sudeste da Anatólia da Turquia. A cidade faz parte do distrito de Artuklu, o qual também inclui algumas áreas não urbanas, tem 885 km² de área e em dezembro de 2021 tinha 186 622 habitantes (densidade: 210,9 hab./km²).